# 自然人
自然人（、独: natürliche Person、英: natural person）とは、近代法のもとで、権利能力が認められる社会的実在としての人間のことで、法人と対比されている概念。単に「人」とも言う。

## 概説
近代法においては、通常、全ての人間に平等に権利能力を認めている。近代法は「権利能力のない人間」つまり奴隷の存在を許さないのである。
権利を有し、義務を負う一般的な資格（権利能力）を有するほか、訴訟当事者能力などさまざまな資格が与えられる。前近代においては、奴隷は、法的には物（すなわち、権利の客体）として扱われており、人とは認められていなかった。

## 日本法
日本法においては、自然人は法令上は「人」や「個人」と表記されることもある。憲法上は人権の享有主体であり、私法上は権利能力の主体であり、刑法上は自然人のみが犯罪の主体であるとともに身体・生命に対する罪において客体とされるなど構成要件要素として重要である。
自然人となる時期については、人の始期を、自然人でなくなる時期については、人の終期および同時死亡の推定を参照。

## 人権の享有主体性
近代的な意義の憲法においては、自然人は人権を保障される。例えばアメリカ合衆国憲法の修正第19条では、性別によって投票権を否定することを禁止しているが、この条文は自然人にのみ適用されている。この例に限らず、多くの人権は、自然人にのみ保障されている。